# Dighton Probyn
Dighton MacNaughton Probyn VC, GCB, GCSI, GCVO, ISO (21 januari 1833 - 20 juni 1924) was een Brits hoveling en militair. Hij droeg het Victoria Cross voor zijn heldendom tijdens de Muiterij in India.

## Biografie
Hij was een belangrijk en kleurrijk figuur aan het hof van Victoria en Eduard VII. Als "Keeper of the Privy Purse" was hij verantwoordelijk voor de penibele persoonlijke financiën van Edward VII die al als Prins van Wales een grote staat voerde en zijn vrouw Alexandra die meer aan liefdadige doelen weggaf dan ze kon opbrengen. Het wordt als de verdienste van Dighton Probyn gezien dat de prins van Wales ondanks alles solvabel is gebleven.
Ook in de koninklijke huishouding bleef Dighton Probyn verantwoordelijk voor de financiën. Hij was ook amateur-tuinarchitect en legde voor de koningin tuinen aan bij Windsor Castle en Sandringham House.
Tijdens de lange jaren dat Alexandra koningin-weduwe was bleef Dighton Probyn, inmiddels een vertrouwde vriend van de vorstin, verantwoordelijk voor haar financiën. Beiden woonden in Sandringham. Het kostte Dighton Probyn veel moeite om te voorkomen dat Alexandra zich met grote giften aan goede doelen zou ruïneren.

## Militaire loopbaan
- Cornet: 1849
- Adjutant: 1852
- Captain:
- Brevetted Major: 24 maart 1858
- Brevetted Lieutenant Colonel: 15 februari 1861 (Bengaalse Leger)
- Brevetted Colonel: 15 februari 1866
- Major General: 25 juli 1870
- Brevetted Lieutenant General: 1 oktober 1877
- Substantive rang van Lieutenant Colonel: 1 april 1881 (Bengaalse cavalerie)
- Werkeloosheids-lijst: 1 juli 1882
- Lokale rang van General: 1 december 1888 (Brits-Indisch leger)
- Substantive rang van Colonel: 1 april 1893 (Bengaalse cavalerie)

## Decoraties
Het stadje Probynabad in de Punjab werd naar Dighton Probyn genoemd. Onder de vele onderscheidingen valt het Victoria Cross op. Verder droeg Dighton Probyn
- Ridder Grootkruis in de Orde van het Bad in 11 juli 1902 (civiele divisie) en 20 oktober 1909 (militaire divisie)[2]
- Ridder Commandeur in de Orde van het Bad in 1887[2]
- Ridder Grootcommandeur in de Orde van de Ster van Indië op 7 maart 1876[2]
- Ridder Grootkruis in de Koninklijke Orde van Victoria in 26 mei 1896[2]
- Keizerlijke Orde van Verdienste in 22 juli 1903[2]
- Grootkruis in de Orde van Philipp de Grootmoedige (Hessen)[2]
- Grootkruis in de Orde van de Rode Adelaar (Pruisen)[2]
- Grootcommandeur in de Orde van de Verlosser (Griekenland)[2]
- Grootkruis in de Orde van Kalakaua I (Hawaii)[2]
- Grootkruis in de Orde van de Toren en het Zwaard (Portugal)[2]
- Grootkruis in de Orde van Sint-Anna (Rusland)[2]
- Grootofficier in de Orde van Osmanieh (Turkije).[2]
- Probyn werd diverse malen genoemd in de Despatches.
- Indian Mutiny Medal ( 1857-58 ) met drie gespen "Delhi" - "Relief of Lucknow" - "Lucknow"[2]
- Second China War Medal ( 1857-60 ) met twee gespen "Taku Forts 1860" - "Pekin 1860"[2]
- India General Service Medal ( 1854-95 ) met twee "North West Frontier" - "Umbeyla"[2]
- Queen Victoria Jubilee Medal ( 1887 ) en gesp "1897"[2]
- King Edward VII Coronation Medal ( 1902 )[2]
- King George V Coronation Medal ( 1911 )[2]
- Prince of Wales Visit to India Medal ( 1875-76 )[2]

Sir Dighton droeg een baard tot aan zijn navel zodat men op officiële gelegenheden zijn onderscheidingen niet kon zien.
Het Victoria Cross van Sir Dighton Probyn werd op 24 september 2005 geveild voor £160.000.